# Rhadinopsylla golana
Rhadinopsylla golana är en loppart som beskrevs av Lewis et Burt 1973. Rhadinopsylla golana ingår i släktet Rhadinopsylla och familjen mullvadsloppor. Inga underarter finns listade i Catalogue of Life.